# Hansjörg Aemisegger
Hansjörg Aemisegger (18 februari 1952) is een Zwitsers voormalig wielrenner.

## Carrière
Aemisegger beleefde zijn beste seizoen in 1979 wanneer hij deel nam aan de Giro en het Wereldkampioenschap maar in beide moest hij opgeven. Hij nam in 1976 een paar jaar daarvoor deel aan de Olympische Spelen, maar ook hier reed hij deze niet uit. Hij werd in 1979 Zwitsers kampioen op de weg.

## Erelijst
1976
- Tour du Lac Léman

1979
- Zwitsers kampioenschap wielrennen op de weg
- Embrach

## Resultaten in de voornaamste wedstrijden
| Jaar | Ronde van Italië | Ronde van Frankrijk | Ronde van Spanje |
| ---- | ---------------- | ------------------- | ---------------- |
| 1977 |                  |                     |                  |
| 1978 |                  |                     |                  |
| 1979 | opgave           |                     |                  |
| 1980 |                  |                     |                  |

| Jaar |  | WK op de weg |
| ---- |  | ------------ |
| 1977 |  |              |
| 1978 |  |              |
| 1979 |  | opgave       |
| 1980 |  |              |

## Ploegen
- 1977:  Diggelmann Racing Team
- 1979:  Willora-Bonanza
- 1980:  Cilo-Aufina